# Zou Yougen
Zou Yougen (邹侑根S, Zōu YòugēnP; Chengdu, 25 febbraio 1975) è un ex calciatore cinese, di ruolo centrocampista.